# Пецање (информатика)
Пецање (енгл. Phishing) или мрежна крађа идентитета представља покушај крађе података корисника интернета путем фалсификоване веб странице. Обично се таква лажна страница нуди путем посебно припремљене е-поруке или ћаскања. Пошиљалац тако наводи жртву да преко телефона или лажне странице чија је хипервеза дата у поруци, пошиљаоцу открије поверљиве информације. Те информације он користи у разне сврхе, али најчешће за крађу новца с банковног рачуна или за провалу у е-пошту жртве.

## Историја
Фишинг постоји од 1990-их када су black hat хакери и заједница warez корисника преко AOL-а крали податке о кредитним картицама. Појам „phishing“ се први пут појављује у алату AOHel 1994. године, који је омогућавао хакерима да се представљају као запослени AOL-а и краду лозинке корисника. AOL је потом увео мере заштите и угасио warez сцену на својој платформи.
Током 2000-их фишинг постаје организованији. Први напад на платни систем E-gold догодио се 2001, а 2003. забележен је први напад на једну банку. Између 2004. и 2005. око 1,2 милиона корисника у САД изгубило је приближно 929 милиона долара због фишинга. У исто време настаје црно тржиште фишинга са софистицираним алатима за нападе.
У 2010-им фишинг је у порасту. Пример је крађа RSA SecurID кључева 2011. године и велики напади на корпорације попут Target и ICANN-а. Група Fancy Bear повезана је са нападима на Пентагон, НАТО, Демократски национални комитет и друге институције.
У 2020-им фишинг све више користи технике социјалног инжењеринга. У нападу на Twitter 2020. хакери су преко лажног VPN сајта дошли до података запослених и преузели налоге познатих личности попут Барака Обаме и Илона Маска ради Bitcoin преваре. Такође су се појавиле Phishing-as-a-service (PhaaS) платформе попут Darcula, које омогућавају лако креирање лажних сајтова.

## Порука „пецароша“
Порука може изгледати као обавештење из банке, интернет продавнице и слично. Жртва се наводи да кликне на хипервезу с лажном интернет страницом, те да на њој упише личне информације. У поруци се често наводи да корисник треба да потврди или промени податке. Када корисник попуни наведена поља, информације долазе до власника лажне странице.
Лажна веб страница изгледа скоро истоветно као и права, али се адреса разликује.
Кориснику који је постао жртва крађе идентитета може помоћи промена лозинке или ПИН кода на рачунима, контактирање банке чије услуге користи те, ако сазна да му је неко приступио подацима, затварање рачуна и слично. Пошто се ради о лаковерности жртве пецања, мали број финансијских института надокнађује тако насталу штету.

## Стање
Пецање је у сталном порасту, а самим тим и ризици у интернет пословању. Из тог разлога се развијају многе врсте заштита против пецања које се на тржишту појављују као самостални програми, или се уграђују у антивирусни софтвер или у саме апликације за интернет пословање.